# Centerville (Minnesota)
Centerville és una població dels Estats Units a l'estat de Minnesota. Segons el cens del 2000 tenia 3.202 habitants.

## Demografia
Segons el cens del 2000, Centerville tenia 3.202 habitants, 1.077 habitatges, i 878 famílies. La densitat de població era de 575 habitants per km².
Dels 1.077 habitatges en un 50,3% hi vivien nens de menys de 18 anys, en un 72,8% hi vivien parelles casades, en un 5,9% dones solteres, i en un 18,4% no eren unitats familiars. En el 13,6% dels habitatges hi vivien persones soles l'1,8% de les quals corresponia a persones de 65 anys o més que vivien soles. El nombre mitjà de persones vivint en cada habitatge era de 2,97 i el nombre mitjà de persones que vivien en cada família era de 3,28.
Per edats la població es repartia de la següent manera: un 33,6% tenia menys de 18 anys, un 5,1% entre 18 i 24, un 42,8% entre 25 i 44, un 15,2% de 45 a 60 i un 3,3% 65 anys o més.
L'edat mediana era de 31 anys. Per cada 100 dones de 18 o més anys hi havia 104,3 homes.
La renda mediana per habitatge era de 63.696 $ i la renda mediana per família de 67.336 $. Els homes tenien una renda mediana de 42.371 $ mentre que les dones 31.474 $. La renda per capita de la població era de 23.113 $. Entorn del 0,6% de les famílies i el 2,4% de la població estaven per davall del llindar de pobresa.

## Poblacions més properes
El següent diagrama mostra les poblacions més properes.